# Sparbarus choctaw
Sparbarus choctaw är en dagsländeart som beskrevs av Sun och Mccafferty 2008. Sparbarus choctaw ingår i släktet Sparbarus och familjen slamdagsländor. Inga underarter finns listade i Catalogue of Life.